# Gau Halle-Merseburg

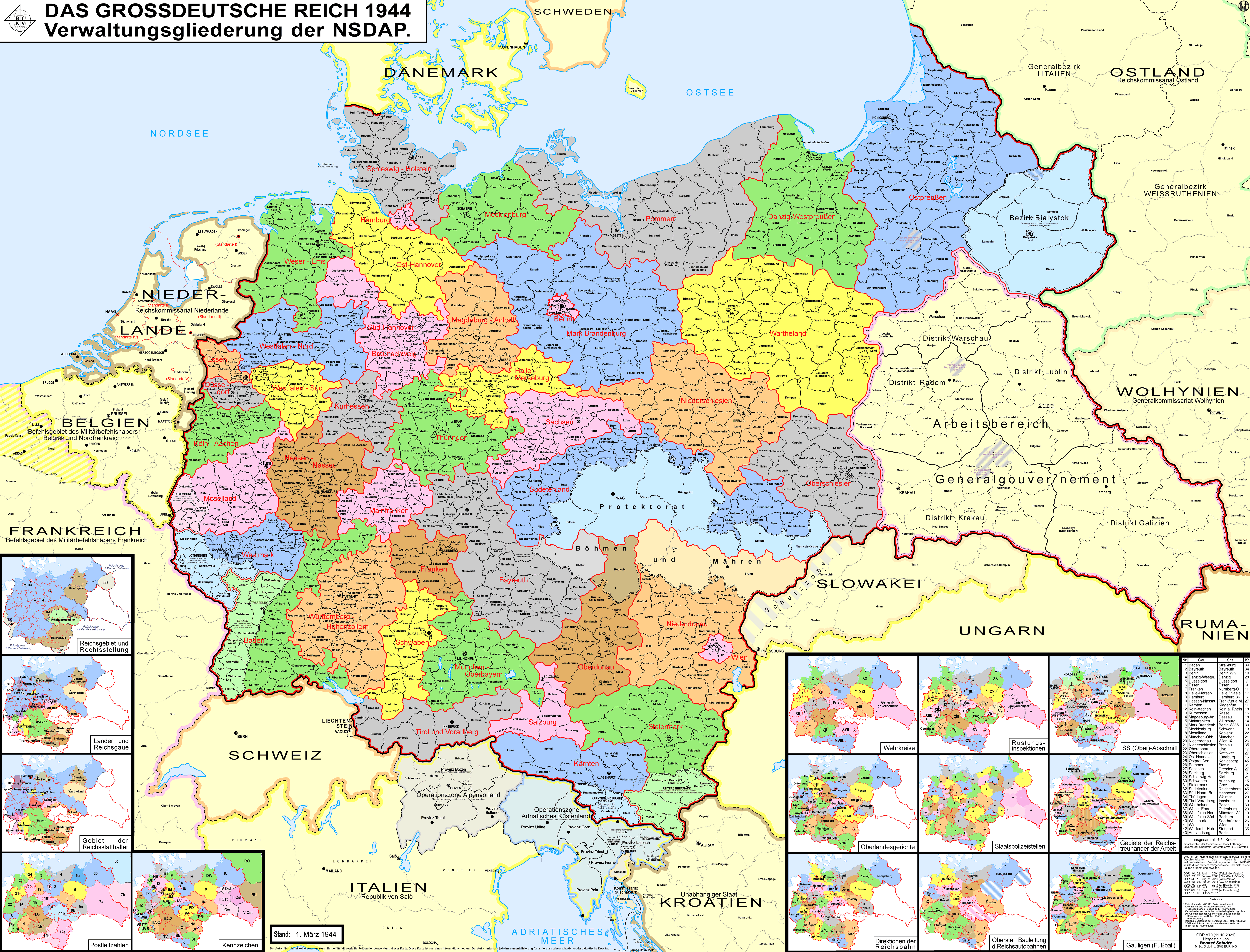
Gaue des Deutschen Reiches 1944

Der Gau Halle-Merseburg war eine Verwaltungseinheit der NSDAP.

## Geschichte und Struktur
Die Ortsgruppe Halle an der Saale unterstellte sich 1925 unmittelbar der NSDAP-Reichsleitung, andere kleinere Gruppen aber wählten Walter Ernst zum Gauleiter. Im Juni 1926 wurde mit Hilfe des Hallenser Ortsgruppenleiters Emil Danneberg Paul Hinkler als Gau-SA-Führer mit der Aufstellung und Bildung der SA im Gau Halle-Merseburg beauftragt. Am 25. Juli 1926 erfolgte die Ernennung zum Gauleiter. Im Januar 1931 wurde Rudolf Jordan ernannt. Gemäß der Stellvertreter-Regelung, nach der ein stellvertretender Gauleiter nicht im selben Gau zum Gauleiter ernannt werden durfte, wurde Jordan nach dem Tod Wilhelm Friedrich Loepers am 20. April 1937 von Adolf Hitler zum NSDAP-Gauleiter im Gau Magdeburg-Anhalt ernannt. Neuer Gauleiter von Halle-Merseburg wurde der stellvertretende und seit 1935 kommissarische Gauleiter Joachim Albrecht Eggeling. Ab 1939 war er der Beauftragte des Reichsverteidigungskommissars für den Wehrkreis IV (Halle-Merseburg); ab 1942 – nach der Neuordnung der Reichsverteidigungsbezirke – übernahm er das Amt selbst.
Auf der staatlichen Seite war Hermann Göring seit 1933 Reichsstatthalter im Freistaat Preußen. Die Machtfunktion übernahm in der preußischen Provinz Sachsen der Oberpräsident und SA-Führer Curt von Ulrich MdR von 1933 bis zu seiner Pensionierung 1944. Der Gau bestand im Wesentlichen aus dem Regierungsbezirk Merseburg. Am 18. August 1944 wurde Gauleiter Eggeling zum Oberpräsidenten der neu gebildeten preußischen Provinz Halle-Merseburg mit der Hauptstadt Merseburg ernannt. Zum Gau gehörte auch das thüringische Hainchen (Schkölen).
Der Gau hatte ca. 1,5 Mio. Einwohner, wies eine starke Industrialisierung auf, hatte einen hohen Wähleranteil für die KPD vor 1933 und war im Krieg das Ziel vieler Luftangriffe. Die Gauleitung saß in Halle a.d.S., Rudolf-Jordan-Platz 1. Ab Oktober 1933 war Karl Simon Gauarbeitsführer für Halle-Merseburg. Im Reichsarbeitsdienst wurde er im April 1945 zum Obergeneralarbeitsführer befördert. Walter Tießler wurde 1926 Gau-Propagandaleiter im Gau Halle und 1933 als Landesstellenleiter für Mitteldeutschland vom Reichspropagandaministerium übernommen. SA-Führer im Gau war ab 1928 Hans Weinreich. Von Mai 1933 an war Georg Tesche MdR Gauorganisationsleiter und wurde im Januar 1936 stellvertretenden Gauleiter und war für den Wahlkreis 11 (Merseburg) im nationalsozialistischen Reichstag. Der Naumburger Oberbürgermeister und spätere Regierungspräsident Friedrich Uebelhoer MdR diente auch als NSV-Gauamtsleiter. Gauwirtschaftsberater war der Wirtschaftsjournalist Walter Trautmann. Der spätere hohe SS-Führer Ludolf-Hermann von Alvensleben war zeitweise als SA-Führer im Gau tätig und verantwortete am 12. Februar 1933 den Eisleber Blutsonntag, danach wurde er kurzzeitig Landrat im Stadtkreis Eisleben. Gauführerschulen bestanden in Schloss Seeburg, in Roitzsch und auf der Burg Wettin in Wettin. Auf dem Gaugebiet bestand das KZ Lichtenburg bei Torgau. Seit dem 14. Oktober 1933 bestand in Halle ein „Museum der nationalsozialistischen Erhebung“ als „Erinnerungsstätte des nationalsozialistischen Freiheitskampfes“, das Gauleiter Jordan angeregt hatte. Der 1932 zu Tode gekommene Werner Gerhardt wurde als „Blutzeuge der NS-Bewegung“ geehrt.
Gauleiter waren
- Walter Ernst (27. Juni 1925 – 30. Juli 1926)
- Paul Hinkler (August 1926 – 19. Januar 1931)
- Rudolf Jordan (19. Januar 1931 – 20. April 1937)
- Joachim Albrecht Eggeling (20. April 1937 – 15. April 1945)

Stellvertretende Gauleiter waren
- Karl Simon (bis 1932?)
- Walter Tießler (Mai 1932-Mai 1934)
- bis Ende 1935 offenbar nicht besetzt
- Georg Tesche (Jan. 1936–1945)

## Kreiseinteilung und Kreisleiter
Der Gau Halle-Merseburg war 1938 in 17 Kreise mit folgenden Kreisleitern unterteilt:
1. Kreis Bitterfeld: Konrad Karasek
2. Kreis Delitzsch: Schimpff (1935)
3. Kreis Eckartsberga: Karl Bernhardt
4. Kreis Halle-Stadt: Carl Julius Dohmgoergen
5. Kreis Liebenwerda: Josef Heidkamp (bis 1939)
6. Kreis Mansfelder Gebirge: Schreiber aus Hettstedt
7. Kreis Mansfelder See: Kurt Brandes
8. Kreis Merseburg: Wilhelm Ritterbusch
9. Kreis Naumburg: Friedrich Uebelhoer
10. Kreis Querfurt: Axel Crewell:
11. Kreis Saalkreis:
12. Kreis Sangerhausen: Bernhard Lüttich, Hackpfüffel
13. Kreis Schweinitz: Reinhold Fritsch
14. Kreis Torgau: Walter Kläning
15. Kreis Weißenfels: Alfred Pape
16. Kreis Wittenberg: Otto Heidenreich
17. Kreis Zeitz: Karl Böttcher, Josef Heidkamp (ab 1939)

## Film
- Lebensläufe. Rudolf Jordan und Albrecht Eggeling – Die Gauleiter der NSDAP in Sachsen-Anhalt. Dokumentation, Deutschland, 2007, 45 Min., Buch und Regie: Ernst-Michael Brandt, Produktion: MDR, Erstausstrahlung: 11. November 2007, Inhaltsangabe (Memento vom 2. Januar 2004 im Internet Archive) vom MDR